# Rote Rosen

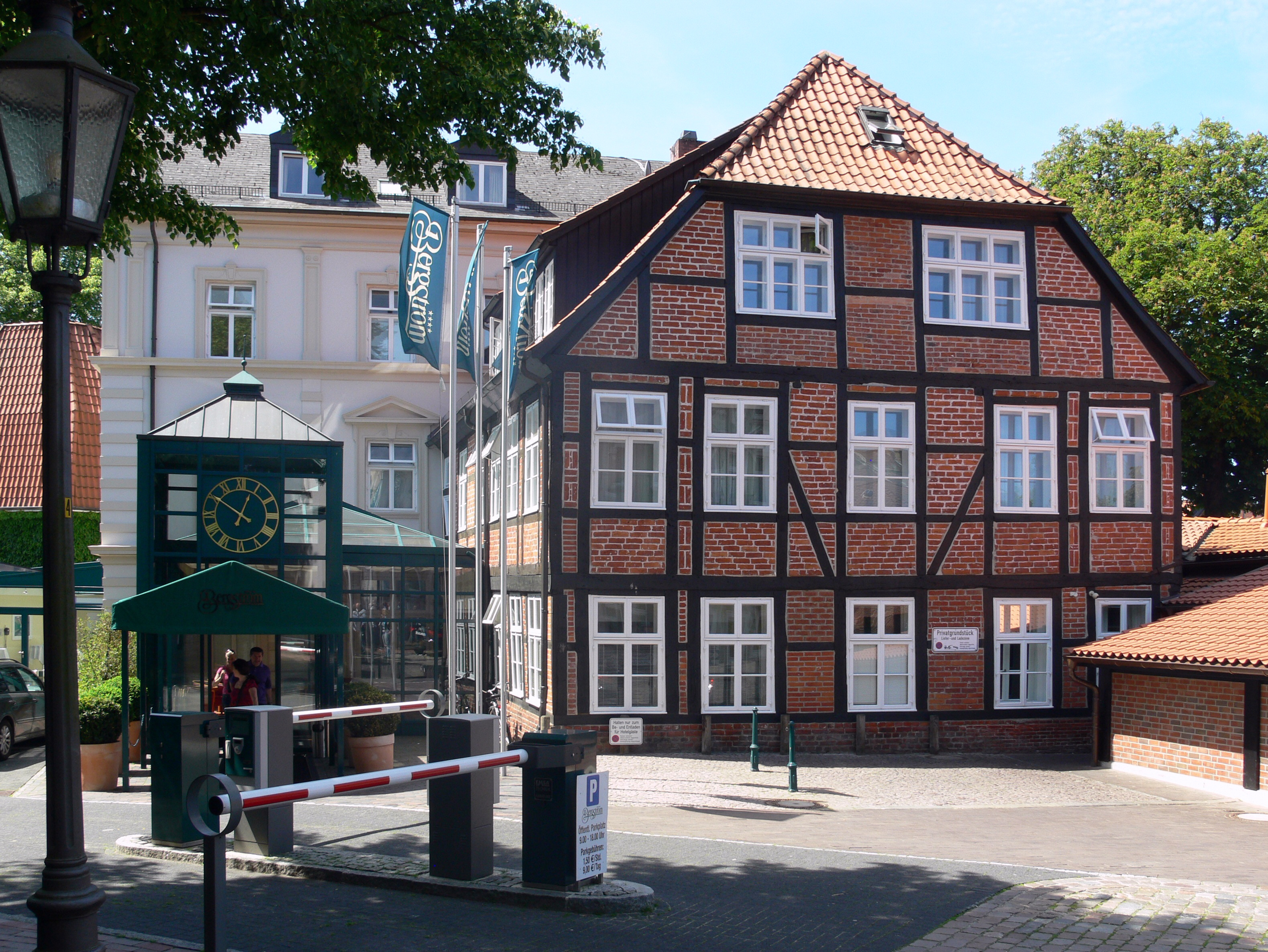
Das „Hotel Bergström“ in Lüneburg, Drehort für die Außenaufnahmen des fiktiven Hotels „Drei Könige“

Rote Rosen ist eine deutsche Seifenoper. Sie war die erste im deutschen Fernsehen, in der eine Frau im Alter von Mitte vierzig im Mittelpunkt der Handlung stand.
Die Serie wird seit dem 6. November 2006 außer an Feiertagen montags bis freitags um 14:10 Uhr im Ersten ausgestrahlt. In Kooperation mit dem Schweizer Radio und Fernsehen wird die Serie auch in der Schweiz ausgestrahlt, wo sie montags bis freitags um 16:05 Uhr auf dem Sender SRF 1 zu sehen ist. Ab Juni 2007 wurden die ersten 200 Episoden der Serie im österreichischen Sender ORF 2 ausgestrahlt. Seit Oktober 2008 sind sie auch im italienischen Fernsehen unter dem Titel My Life – Segreti e passioni zu sehen.

## Hintergrund
Rote Rosen ist eine Auftragsproduktion von ARD Degeto für Das Erste. Ausführende Produktionsgesellschaft ist die Studio Hamburg Serienwerft Lüneburg. Die ehemalige Europazentrale von Konica Minolta in Lüneburg wurde zum Fernsehstudio umgebaut. Die Außenaufnahmen entstehen in und um Lüneburg und Umgebung. Die Seifenoper wird im Breitbildformat 16:9 produziert und ausgestrahlt.
Nachdem Rote Rosen im Januar 2006 angekündigt wurde, fand die Produktion ab dem 21. August 2006 statt. Es sollten zunächst 100 Episoden produziert werden. Die Produktion von weiteren 100 Episoden begann Mitte Februar 2007. Im April 2007, Januar 2008, September 2008 und Juli 2009 wurde jeweils die Verlängerung um weitere 200 Episoden bekannt gegeben. Ende Mai 2013 anlässlich des Jubiläums zur 1500. Episode wurde veröffentlicht, dass die Seifenoper bis 2017 fortgesetzt wird. Im Juli 2017 wurde offiziell bekannt gegeben, dass Rote Rosen bis Ende 2019 fortgesetzt wird. Anfang April 2019 wurde bekanntgegeben, dass die Serie um weitere zwei Staffeln verlängert wird.
Aufgrund der Corona-Pandemie in Deutschland wurden 2020 die Dreharbeiten für ca. 5 Wochen unterbrochen und die Ausstrahlung von neuen Episoden für ca. 8 Wochen aufgeschoben. Im Zuge dessen mussten die Drehbücher und Drehbedingungen den Corona-Sicherheitsmaßnahmen angepasst werden. So wurden zum einen ältere Schauspieler wie Brigitte Antonius aus den Drehbüchern herausgeschrieben. Zum anderen wurden keine Liebesszenen mehr dargestellt, und die Schauspieler mussten den notwendigen Sicherheitsabstand einhalten.
Im März 2021 gab die ARD offiziell bekannt, dass Rote Rosen um weitere zwei Staffeln verlängert wird. Im Dezember 2021 wurde offiziell bestätigt, dass Rote Rosen um weitere 180 Episoden bis Ende 2023 verlängert wird. Der Sender kündigte im Mai 2024 an, dass die Serie bis ins Jahr 2027 verlängert wird, jedoch ab 2025 voraussichtlich statt 48 Minuten Sendezeit mit nur noch 24-minütiger Sendelaufzeit. Im Juli 2024 wurde bekanntgegeben, dass die Serie noch über das Jahr 2025 in gewohnter Episodenlänge weiter produziert werden soll. Weitere Verlängerungen sind nicht ausgeschlossen.
Anfang 2025 ging die Produktion für 4,5 Monate in Produktionspause. In der längsten Drehunterbrechung seit Beginn der Serie wurde das Studio modernisiert. Seitdem  gehört Rote Rosen zu den modernsten täglichen TV-Produktionen weltweit.
Die höchsten Quotenanteile erreicht die Seifenoper in der Zielgruppe der über 50-Jährigen. Sie gehört überwiegend nicht zur werberelevanten Zielgruppe.

### Vermarktung
Der Titelsong This Is My Life wird von Joana Zimmer gesungen und ist als Bonustrack auf ihrem zweiten Album The Voice in Me und ebenso auf der Maxi-CD Bringing Down the Moon enthalten. Ein fester musikalischer Bestandteil sind neben den Kompositionen von Tunepool die Lieder von Synje Norland. Auf ihrem Debütalbum Skipping Stones sind die in der Serie vorkommenden Titel veröffentlicht.
Es sind DVDs mit den ersten 100 Episoden erschienen. Bücher zur Seifenoper sind ebenfalls erhältlich.

### Vorspann
Der Vorspann wird immer neu zusammengestellt, wenn die weibliche Hauptfigur wechselt. Er stellt die wichtigsten Personen und ihre jeweiligen Bezüge zum Leben dar. Den jeweils aktuellen Vorspann produziert screenworks.tv. Das Indikativ des Vorspanns zeigt die Stadt Lüneburg in immer neuen Ansichten, wenn der Vorspann wechselt. Mit Beginn der 18. Staffel wurde der Vorspann überarbeitet. Alle Charaktere sind nun mit gleicher Gewichtung zu sehen.

## Handlung
Die Seifenoper zeigt in mehreren miteinander eng verwobenen Handlungsfäden diverse Beziehungsgeschichten rund um das Lüneburger Fünf-Sterne-Hotel Drei Könige, das zugehörige Restaurant Carlas, das Mietshaus Rosenhaus, die Gärtnerei Albers sowie die Arbeitsorte der jeweiligen Protagonisten der Staffeln, wie z. B. Fahrradgeschäft, Bioladen, Modeatelier, Schusterwerkstatt, Hotel o. ä. Neben den zwischenmenschlichen Verwicklungen spielen auch die beruflichen und privaten Selbstverwirklichungen der Figuren unterschiedlichen Alters eine große Rolle.

### Weitere handlungstragende Charaktere
Gunter Flickenschild ist nach Jahren in den USA bei seiner Halbschwester Sydney nach Lüneburg zurückgekehrt, wo er seine Kindheit verbracht hat. Von seinem verstorbenen Vater hat er das Gut Flickenschild vor den Toren Lüneburgs sowie das Fünfsternehotel Drei Könige geerbt. Mehrere seiner bisherigen Beziehungen – zuletzt die mit Elianes Mutter Analena da Silva – sind bereits gescheitert. Er freut sich sehr, als Sydney zur 150-Jahr-Feier von Gut Flickenschild nach Lüneburg zurückkehrt und erwägt, länger zu bleiben. Nachdem ihr Ehemann Jeff, der Schwarzarbeiter am gemeinsamen Hotelprojekt in den USA beschäftigt, spurlos untertaucht und somit das Hotelprojekt auf Eis liegt, entschließt sich Sydney, zu ihrem Bruder aufs Gut zu ziehen. Schon kurze Zeit später kann sie ihn davon überzeugen, dass jüngere Gäste für das Drei Könige gewonnen werden sollten. Nachdem Gunter einige Zeit später im Hotel auf Anraten von Britta deutlich kürzertreten soll, ernennt er Sydney zur Hoteldirektorin. Einige Zeit später verliebt er sich in Merle Vanlohen, mit der er schon einmal eine Beziehung hatte und die er sogar heiraten wollte. Die Beziehung zerbrach aber, nachdem Gunters totgeglaubte Frau Benita auftauchte. Nun sind seine alten Gefühle für Merle zurückgekehrt und auch Merle bemerkt, dass sie wieder Gefühle für Gunter entwickelt hat. Kurze Zeit später werden die beiden ein Paar. Umso erstaunter ist Gunter, als Merle sich einige Wochen später von ihm trennt, aber den Grund dafür verschweigt. Gunter wirft ihr deswegen vor, ihm ihre Liebe nur vorgespielt zu haben. Inzwischen haben sich die beiden ausgesprochen und sind zu dem Entschluss gekommen, dass sie Freunde bleiben möchten. Als Holger einige Zeit später aus Rache die Kulturscheune im Beisein des leblos am Boden liegenden Gunter anzündet, kann dieser in letzter Sekunde gerettet werden. Einige Zeit später wird Gunter durch Patrick Mielitzer alkoholabhängig. Dies führt dazu, dass Merle sich von ihm trennt. Als Gunter kurze Zeit später die Kunstrestauratorin Inken Fährmann kennenlernt, findet er in ihr eine enge Vertraute, weil sie selbst nach einem schweren Verlust in die Alkoholabhängigkeit geriet. Gunter und Merle haben sich dazu entschlossen, im nächsten Sommer zu heiraten.
Merle Vanlohen ist Erika Roses Nichte. Sie kommt nach ihrer Trennung von Jan Dieck nach Lüneburg und kauft die Gärtnerei Albers. Ihre Cousine ist Anne Lichtenhagen. Merle bietet Gunter ein Grundstück für ein neues Hotel an, wobei sie allerdings eine Bedingung hat: Sie möchte Teilhaberin des Hotels werden. Da sie jedoch nur 2/3 des Geldes von der Bank als Kredit bekommt, muss sie sich den Rest von ihrem Bruder Vincent leihen. Sie hat sehr innige Freundschaften mit Katja, Susann, Vera, Tine, Jana, Sydney, Helen und Sonja. Mit der Zeit verliebt sie sich in Gunter und will ihn sogar heiraten. Die Beziehung zerbricht aber, als dessen totgeglaubte Ehefrau Benita Flickenschild auftaucht. Sie hat außerdem eine kurze Affäre mit dem Kunstdieb Justus Hillebrand. Einige Zeit später beginnt sie eine Beziehung mit dem Unternehmer Volker Carstens, ohne zu wissen, dass sich dessen Vater Stefan Hartmann an Nora Franke rächen will. Nachdem Volker dies bemerkt hat, geht er ins Schweigekloster nach Japan, so dass Merle sich vorerst alleine um den kleinen Kasper kümmern muss. Als Volker fünf Monate später nach Lüneburg zurückkehrt, um seinen Sohn nach Japan mitzunehmen, entbrennt ein Sorgerechtsstreit zwischen Merle und Volker. Am Ende lenkt Merle ein und muss erkennen, dass Volker Kasper ein wirklich guter Vater sein kann. Nach Volkers Abreise entwickelt sie wieder Gefühle für Gunter, und die beiden werden wieder ein Paar. Nach einigen Wochen bemerkt Merle, dass sie die Vergangenheit immer noch nicht in Ruhe lässt, und trennt sich kurz darauf von Gunter, ohne ihm den Grund dafür zu nennen. Dieser wirft ihr daraufhin vor, ihm ihre Liebe nur vorgespielt zu haben. Inzwischen haben sich Gunter und sie aber versöhnt. Die beiden sind eine Zeit lang gute Freunde und dann kurzzeitig auch wieder ein Paar. Nach einer vorübergehenden Trennung, weil Gunter durch eine Intrige von Patrick Mielitzer alkoholabhängig wurde, sind Merle und Gunter nunmehr aber erneut ein Paar. Nach einem schweren Flugunfall, bei dem Henri und Volker ums Leben kommen, adoptieren Merle und Gunter den kleinen Kaspar.
Johanna Jansen, Witwe des Stadtrates Paul Jansen und Mutter von Thomas Jansen, ist die Besitzerin des Rosenhauses und steht dessen Bewohnern auf ihre unkonventionelle Art und Weise mit Rat und Tat zur Seite. Nachdem ihre Jugendliebe Konrad Albers einen Tag nach der Verlobung stirbt, heiratet Johanna ein gutes Jahr später Harry Becker, den Vater von Maike und Rosa. Dieser stirbt ebenfalls wenige Tage nach der Hochzeit an den Folgen einer Myokarditis. Eine Zeitlang ersetzt sie die aus ihrem Amt ausgeschiedene Christa Haberland als Äbtissin im Kloster Ilme. Nach ihrer schweren Krankheit wagt sie einen Neustart und übernimmt die Leitung des prestigeträchtigen Hansetages, außerdem beginnt sie zu schreiben, veröffentlicht zunächst ihre Memoiren sowie eine Biografie über die Pilotin Amelia Earhart. Zu Recherchezwecken erwirbt sie sogar im hohen Alter noch eine Fluglizenz. Johanna ist schon lange mit Alfred Albers befreundet, der als Barmann im Hotel Drei Könige arbeitete. Sie reist immer wieder ins Burgenland zu ihrer guten Freundin Adele. Dort lernt sie den Winzer und ehemaligen Diplomaten Ferdinand Hofleitner kennen und lieben und zieht als Zweitwohnsitz einige Zeit später zu ihm ins Burgenland. Nachdem sie einige Monate später nach Lüneburg kommt, entscheidet sie sich, das Rosenhaus zu verkaufen. Letztendlich bringt Johanna es aber doch nicht übers Herz und erhält von den neuen Mietern Carla und Torben ein lebenslanges Wohnrecht. Einige Zeit später entscheidet sich Ferdinand seine Johanna zu heiraten. Diese lehnt seinen ersten Heiratsantrag jedoch ab, da sie denkt, es hätte Vorteile für die Österreichischen Parlamentswahlen. Als Ferdinand ihr jedoch später zu verstehen gibt, dass es nichts mit der Politik zu tun hat, sondern mit seiner starken Liebe zu ihr, nimmt Johanna seinen zweiten Antrag überglücklich an. Kurz darauf bemerken die beiden jedoch, dass sich Johannas Stammbuch in Lüneburg befindet. Da Ferdinand und sie ohne dieses leider nicht heiraten können, beginnt ein Wettlauf mit der Zeit. Schließlich kann das Stammbuch aber ins Burgenland befördert werden und einer Hochzeit zwischen den beiden steht somit nichts mehr im Wege. Überglücklich geben die beiden sich das Ja-Wort und brechen kurz darauf in die Flitterwochen auf. Ein paar Wochen später stattet Johanna der Hansestadt einen kleinen Besuch ab, gerät jedoch kurz nach ihrer Ankunft mit Torben heftig aneinander. Inzwischen haben die beiden ihr Kriegsbeil begraben, und Johanna hat Lüneburg verlassen. Für kurze Zeit stattet Johanna der Hansestadt erneut einen Besuch ab, um Inken Fährmann kennenzulernen, deren Wohnung in Paris Johanna bewohnt.
Thomas Jansen ist der Sohn des ehemaligen Stadtrats Paul Jansen und seiner Frau Johanna. Er ist Steuerberater und inzwischen – wie sein verstorbener Vater – Stadtrat. Aus seiner ersten Ehe mit Petra Jansen hat er eine Stieftochter, Tanja, und eine Tochter, Jule. Aus einer Beziehung mit Miriam Brehm hat er einen unehelichen Sohn namens Tommy. Dieser stirbt jedoch als kleines Kind. Nach einer kurzen Ehe mit Maike Becker ist er inzwischen zum zweiten Mal geschieden. Thomas leidet außerdem unter Diabetes. Eine Zeitlang ist er mit der ehemaligen Äbtissin des Klosters Ilme liiert, nach privaten und beruflichen Auseinandersetzungen zerbricht jedoch auch diese Beziehung. Nebenbei hat er für kurze Zeit auch eine Affäre mit Regina Harzfeld-Winter. Thomas studiert Meeresbiologie. Er lernt Dr. Aylin Kelek kennen und verliebt sich in sie. Doch leider endet auch diese Beziehung tragisch, nachdem diese wenige Tage nach der Hochzeit an einer Hirnblutung infolge eines Autounfalls stirbt. Als er Simone Falkenstein begegnet, sieht er in ihr eine bittere politische Konkurrentin. Nach dem Sydney Flickenschilds ältere Stieftochter Victoria (Vicky) Parker in Lüneburg auftaucht, beginnen die beiden nach einiger Zeit eine kleine Affäre, die Thomas jedoch beendet, als Vicky zu viel von ihm erwartet. Diese verlässt daraufhin nach einer bösen Racheaktion Lüneburg. Inzwischen ist Thomas der Stiefsohn von Ferdinand Hofleitner, nachdem Johanna diesen im Burgenland geheiratet hat. Einige Zeit später wirft Thomas ein Auge auf Sandra Fischer, bemerkt aber, dass sich auch Gunter für Sandra interessiert.
Carla Saravakos, die knapp ein Jahr die Großkäserei ihres Vaters Nicos auf Korfu geleitet hat, kehrt nach Lüneburg und zu Torben zurück. Sie eröffnet das Hotelrestaurant mit modernisiertem Konzept unter dem Namen Carlas neu und steigt zwischenzeitlich sogar zur Hoteldirektorin des Drei Könige auf. Als sie Nora Franke begegnet glaubt Carla, in ihr ihre alte Jugendfreundin Dr. Katrin Körner zu treffen. Dieser Verdacht bestätigt sich, und so gerät Carla in ein gefährliches Katz-und-Maus-Spiel. Dieses findet aber ein gutes Ende. Katrin verlässt bald darauf Lüneburg. Eine Zeitlang nimmt Carla an einem internationalen Kochwettbewerb in den USA teil und gewinnt mit dem vierten Platz. Als Gregor Pasch nach Lüneburg kommt, beginnt sie eine Affäre mit ihm. Diese führt zu der späteren Trennung von Torben.
Erika Rose ist Floristin aus Leidenschaft. Nachdem der Blumenladen, in dem sie über 30 Jahre gearbeitet hat, in Insolvenz gegangen ist, tritt sie eine Stelle in der Gärtnerei Albers an. Ihren Mitmenschen gegenüber ist sie freundlich und hilfsbereit, ein besonderes Verhältnis hat sie aus jahrelanger Verbundenheit heraus zu Achim Meissner, dem Apotheker. Da sie keine eigenen Kinder hat, pflegt sie eine enge Bindung zu ihren Nichten Anne Lichtenhagen und Merle Vanlohen. Nachdem ihre große Liebe Achim jedoch nach Indien auswandert, trennt sich das Paar. Erika lernt nach nur kurzer Zeit den attraktiven Pete Johnson kennen, in den sie sich nach nur kurzer Zeit verliebt. Sie haben zu Beginn auch Schwierigkeiten, doch aus Erika und Pete wird die große Liebe im späten Alter. Pete entscheidet sich jedoch, mit seinen alten Freunden eine Weltumseglung zu machen, und verlässt Erika. Diese freundet sich bald darauf mit dem Schuhmachermeister Hannes Lüder an. Nach vielen Jahren trifft Erika in Lüneburg ihre Schwester Inge und deren Ehemann Udo wieder. Als sie Mathis Segerts Vater Hajo kennenlernt, verliebt sich Erika in diesen. Nach verschiedenen Abhandlungen gehen die beiden zusammen für unbestimmte Zeit in den Taunus. Nach einigen Monaten kommt Erika zu Besuch in die Hansestadt, um ihre Nichte Merle zu unterstützen, die aufgrund einer Larvenplage vor dem Ruin gestanden hat. Erika freut sich sehr, als Helen Fries nach Lüneburg kommt, denn Erika war mit Helens Eltern gut befreundet. Zurzeit bietet Erika Volkshochschulkurse für Interessierte zu unterschiedlichen Themen wie z. B. zu „giftigen Pilzen in den heimischen Wäldern“ an.
Torben Lichtenhagen ist Anwalt und kommt ursprünglich von Hannover nach Lüneburg, um Gunter Flickenschild bei der Abwicklung seines Joint Venture mit dem Hotelkonzern La Corone zu helfen, damit das Hotel Drei Könige in die Ancient Listed Hotels of the World aufgenommen werden kann, was ihm durch sein juristisches Geschick auch gelingt. Nach seiner Trennung von Ehefrau Anne verliebt er sich in die Griechin Carla Saravakos und heiratet sie schließlich. Einige Zeit später tauchen seine Söhne aus erster Ehe, Lutz und Theo Lichtenhagen, in Lüneburg auf. Während Lutz ein erfolgreicher Anwalt ist, ist Theo eher der Playboy, der sich zuerst mit einer Würstchenbude selbständig macht. Als sie abreisen, verbringt Torben mehr Zeit mit Carla. Einige Zeit später ziehen Carla und er als neue Mieter ins Rosenhaus ein, gewähren Johanna Jansen aber ein lebenslanges Wohnrecht, nachdem diese sich nicht dazu entschließen kann, das Rosenhaus an die beiden zu verkaufen.
Hannes Lüder ist der Onkel von Vera und der Großonkel von Ariane. Er arbeitet seit Jahrzehnten als Schuhmachermeister in Lüneburg, in seiner Jugend war er Gitarrist bei der erfolgreichen Rockband Rainybirds. Mit der Zeit freundet er sich mit der Floristin Erika Rose an. Als Lasse Petersen Lüneburg verlässt, übernimmt Hannes dessen Kiosk. Kurz darauf lernt er Dennis Grabowski kennen, mit welchem er sich anfreundet und eine Entrümpelungswerkstatt eröffnet. Außerdem gründet er mit Erika eine WG. Inzwischen nutzt Theo den hinteren Raum in der Werkstatt als sein Büro. Bald darauf erfährt Hannes, dass sein Zeitmietvertrag für die Werkstatt nicht verlängert wird, und dies bedeutet, dass auch Theo sein Büro verliert. Mit der Zeit hat sich Hannes auf das Schätzen älterer Antiquitäten spezialisiert. Eine Zeit lang führt er zusammen mit Peer Juncker die Rösterei Juncker & Joseph, die vorher dem Röstmeister Joseph gehörte, welcher plötzlich verstirbt. Als Hannes einige Zeit später an Arthrose erkrankt, lässt er sich nach längerem Zögern operieren. Die Operation verläuft erfolgreich.
Eliane da Silva ist eine brasilianische Einwanderin, hat aber deutsche Vorfahren und spricht sowohl Deutsch als auch Portugiesisch komplett akzentfrei. Sie nimmt eine Stelle als Zimmermädchen im Drei Könige an, verliert die Stelle jedoch schnell. Kurz darauf wird sie von Britta als Kindermädchen von Lilly engagiert. Durch ihre Arbeit verliebt sich Eliane in Ben und beginnt eine Beziehung mit ihm, woraufhin Britta sie entlässt. Inzwischen haben die beiden Rivalinnen jedoch Frieden geschlossen. Trotzdem geht die Beziehung mit Ben in die Brüche. Einige Zeit später kauft Eliane eine Wäscherei, allerdings ohne Aufträge von Großkunden. Trotzdem wird die Wäscherei ein Erfolg. Kurz darauf lernt sie Isabelle Münzberg kennen und freundet sich mit ihr an. Mit der Zeit merken Eliane und Isabelle, dass sie sich ineinander verliebt haben. Sie wagen schließlich eine Affäre. Nach verschiedenen Abhandlungen verliebt sich Eliane in Mathis Segert. Die beiden kommen sogar zusammen, trennen sich aber, da Mathis Gefühle für Sydney Flickenschild hat, mit der er schon einmal eine Liebesbeziehung hatte. Später finden Eliane und er aber erneut zusammen und beginnen eine feste Beziehung miteinander. Einige Zeit später ist es Elianes großer Wunsch, von Mathis schwanger zu werden. Des Weiteren hat Eliane die theoretische Fahrprüfung erfolgreich bestanden. Inzwischen wohnt Swantje Fries, die Tochter von Helen und Arne, in Elianes WG mit Theo. Eine Zeit lang besucht Eliane ihren Freund Theo in München. Inzwischen haben sich Eliane und Theo getrennt und Theo hat Lüneburg verlassen.
Benjamin „Ben“ Berger ist der Ehemann von Britta, dem diese einst in einer Sektlaune in Las Vegas das Jawort gab. Jetzt wo Britta ihre große Liebe Oliver heiraten will, kommt Ben nach Lüneburg, um sich scheiden zu lassen. Die alten Gefühle sind jedoch noch nicht erloschen. Er bleibt mit Britta zusammen. Ben gründet kurz darauf mit Lars die Umwelttechnikfirma Berger und Winter. Zudem werden die beiden Eltern einer Tochter: Lilly. Nach zwei Jahren Ehe merken die beiden jedoch, dass sie sich nicht mehr lieben und lassen sich scheiden. Einige Zeit später lernt Ben Eliane da Silva kennen und beginnt eine Beziehung mit ihr. Jedoch geht auch diese schnell in die Brüche. Kurz danach begegnet er der Stadträtin Simone Falkenstein, welche jedoch laut Thomas rassistisch sein soll. Ben glaubt ihm jedoch nicht. Als er jedoch Simone bei einer rassistischen Bemerkung gegenüber Eliane ertappt, trennt er sich auch von ihr. Nach einer gewissen Zeit merkt Ben, dass es zwischen ihm und Britta noch Liebe gibt, und sie kommen sich näher. Es kommt sogar zu einer erneuten Schwangerschaft, doch Britta verliert das Kind. Als er Steffi Grabowski kennenlernt, erkennt er in ihr einen One-Night-Stand aus seiner Jugend. So findet Ben heraus, dass er Dennis’ Vater ist. Einige Zeit später verliebt er sich in Sandra Fischer, welche jedoch auf Ansehen und Stellung in der Gesellschaft viel Wert legt. Aus diesem Grund weist sie ihn zurück. Inzwischen sind aus den beiden gute Freunde geworden. Einige Zeit später entdeckt Sandra ihre Gefühle für ihn und Ben ist überglücklich. Als Sandra kurze Zeit später einen Reeder kennenlernt, trennt sie sich von Ben, der inzwischen in einer eigenen Werkstatt alte Motorräder restauriert. Als einige Zeit später Sonja Röder nach Lüneburg kommt, verliebt sich Ben in sie. Mittlerweile sind Ben und Sonja ein Paar.
Gregor Pasch ist der jüngere Bruder von Eva und der Geschäftsführer der Lüneburger Keramikmanufaktur. Als Gregor sich in Carla Saravakos verliebt, führt dies zu der Trennung von Torben. Er ist immer auf seinen Vorteil bedacht.
Dr. Britta Berger ist Ärztin aus Leidenschaft. Obwohl sie noch sehr jung ist, scheut sie keinen Konflikt mit der Klinikleitung und setzt sich vehement für die Belange der Assistenzärzte und Krankenschwestern ein. Nachdem sie erfolgreich gegen ihren Chefarzt Dr. Engels vorgegangen ist und seine Entlassung bewirkt hat, wirft man ihr plötzlich vor, durch eine Fehlbehandlung den Tod eines Patienten verschuldet zu haben. Durch ihre hartnäckigen Recherchen mit Hilfe ihrer Mutter kann sie jedoch nicht nur ihre Unschuld beweisen, sondern kommt auch noch einer Medikamentenfälschung auf die Spur. Britta gewinnt außerdem den Medizinpreis mit Dr. Regina Harzfeldt-Winter für die Studie an Morbus Kensington. Als sie von Ben ein Kind erwartet, fürchtet sie zuerst um ihre Karriere. Doch schließlich freut sie sich auf die gemeinsame Tochter Lilly. Die Ehe mit Ben geht jedoch nach zwei Jahren in die Brüche und Britta geht mit Lilly in die USA für eine Fortbildung. Als sie ein Jahr später zurückkommt, wird sie mit offenen Armen von ihren Freunden empfangen. Kurz darauf lernt sie Lasse Petersen kennen. Es fängt alles mit einem harmlosen Flirt an. Doch Britta stürzt sich in eine Beziehung mit Lasse, welche aber zerbricht, als er Lüneburg verlässt. Einige Zeit später kehrt Ben nach Lüneburg zurück. Britta merkt, dass ihre einstige Liebe noch wach ist, und sie kommen sich wieder näher. Es kommt sogar dazu, dass Britta erneut von Ben schwanger wird. Nur kurze Zeit später verliert sie jedoch das Kind. Ben und sie entscheiden daraufhin, sich als Paar zu trennen und stattdessen gute Freunde zu bleiben. Als Inken Fährmann nach Lüneburg kommt, sind Britta und sie sich sofort sympathisch. Es kommt zu einer unglaublichen Wahrheit: Es stellt sich heraus, dass nicht Prof. Hannelore Thies, sondern Inken Brittas leibliche Mutter ist. Mittlerweile interessiert sich Britta sehr für Alternativmedizinmethoden der Schulmedizin.

### Protagonistenpaare früherer Staffeln

#### Episode 1–214: Petra und Nick Bergmann
Petra Jansen führt ein Leben, wie man es sich nur wünschen kann: Sie ist verheiratet mit dem Steuerberater Thomas Jansen, hat mit ihm zwei Töchter namens Tanja und Juliane, von allen Jule genannt, und lebt mit ihrem Mann und ihrer Schwiegermutter Johanna im Rosenhaus. An Thomas 50. Geburtstag jedoch bricht ihre heile Welt zusammen. Ihr Mann betrügt sie schon seit langer Zeit mit Tanjas bester Freundin Miriam Brehm. Als diese ein Kind von Thomas erwartet, zieht dieser mit ihr zusammen und lässt Petras Konten sperren. Zu diesem Zeitpunkt tritt jedoch auch ihre Jugendliebe Nick Bergmann wieder in ihr Leben: Nach vielen Jahren in den USA kehrt er mit seiner Frau Lynn nach Lüneburg zurück. Nick und Petra verlieben sich wieder ineinander, eine Beziehung scheitert jedoch zunächst an Lynns krankhafter Eifersucht. Jahre zuvor hat Lynn ihren gemeinsamen Sohn Benjamin mit dem Auto überfahren, deshalb ist sie immer noch psychisch labil. Petra nimmt daraufhin eine Stelle im 5-Sterne-Hotel Drei Könige an, wo auch Miriam arbeitet. Das Leben wird ihr durch diverse Intrigen von Miriam und Lynn noch schwerer gemacht. Nachdem Nick, der als Arzt in einem Katastrophengebiet tätig war, längere Zeit vermisst ist, geht Petra eine Beziehung mit dem wesentlich jüngeren Jonas Münzing ein, trennt sich aber zugunsten des zurückgekehrten Nick wieder von ihm. Der Hoteldirektor des Drei Könige, Gunter Flickenschild, macht Petra ebenfalls Avancen, die sie jedoch bis auf einen Kuss nicht erwidert. Nachdem ans Licht gekommen ist, dass Petras ältere Tochter Tanja das leibliche Kind von Nick ist, dreht Lynn durch und entführt Tanja und Thommy, den Sohn von Thomas und Miriam. Sie wird in die Psychiatrie eingewiesen. Nachdem Petra einen Heiratsantrag von Nick angenommen hat, gehen die beiden glücklich vereint nach Genf, wo Nick ein Jobangebot wahrnimmt. Neun Jahre später kehrt Petra, die gerade beruflich in Hamburg ist, anlässlich Thomas 60. Geburtstag für kurze Zeit in die Hansestadt zurück.

#### Episode 12–330: Alice Albers und Marc Treskow
Die Welt von Alice Albers ist in Ordnung: alleinstehend, eine florierende Gärtnerei. Sie hat eigentlich nicht die Absicht sich fest zu binden, bis Marc Treskow, der Sohn des erfolgreichen Lüneburger Anwalts Werner Treskow, in ihr Leben tritt. Da Alice durch ihre Bindungsangst nicht auf Marc zugehen kann, möchte dieser zunächst Lüneburg verlassen, bis Alice ihm ihre Liebe gesteht. Alice hat kurze Zeit später einen schweren Schicksalsschlag hinzunehmen: Sie ist an Gebärmutterhalskrebs erkrankt. Nachdem sie die Krankheit erfolgreich bekämpft hat, gibt es noch eine Überraschung für sie: Ihr Vater, den sie seit 20 Jahren für tot gehalten hat, taucht in Lüneburg auf. Er will seinen Anteil an der Gärtnerei haben. Doch nicht nur Alices Vater, sondern auch ihr Sohn kommt nach Lüneburg. Jacob Burmeister offenbart Alice, dass sie seine Mutter ist und ihn vor vielen Jahren zur Adoption freigab. Alice hat Marc inzwischen geheiratet, doch ihre Bindungsangst macht ihr nach wie vor zu schaffen. Kurze Zeit später stürzt Marc mit dem Flugzeug ab, nur Alice glaubt an sein Überleben. Als Marc tatsächlich zurückkehrt, ist er jedoch verändert – und er ist nicht alleine. Er kommt mit Cathrin Wadowski – der Frau, die ihm das Leben rettete – zurück. Bald merkt er jedoch, dass er Dankbarkeit mit Liebe verwechselt hat und kehrt zu Alice zurück. Die beiden verlassen Lüneburg in Richtung Irland, um dort Schafe zu züchten. Zur Beerdigung ihres Vaters kehrt Alice noch einmal für kurze Zeit nach Lüneburg zurück.

#### Episode 215–420: Nina Olsen und Steffen Feldhusen
Steffen und Nina – zwei Menschen, wie sie unterschiedlicher nicht sein könnten. Nina, verheiratet mit Roland und Mutter der gemeinsamen Kinder Max und Emma, ist eine Frau, die ein durchweg sesshaftes Leben führt. Steffen, ewiger Junggeselle, ist ein Weltenbummler, der viele Jahre in Mexiko verbracht hat. Dennoch entwickeln die beiden nach und nach Gefühle füreinander. Nina steht jedoch erst zu ihrer Liebe, als sie Gunter Flickenschild vor dem Traualtar stehen lässt. Nina und Steffen sind vereint, die Probleme sind jedoch noch lange nicht aus der Welt. Im Laufe der Zeit treten die dunklen Machenschaften von Ninas Ex-Mann Roland zu Tage. Er hat mit seinem Komplizen Fred Köster im Baugewerbe viele Menschen betrogen. Außerdem nimmt seine krankhafte Liebe zu Nina langsam aber sicher bedrohliche Züge an. Schließlich entführt er Nina, um sie vor Fred Köster zu schützen. Kurze Zeit später wird er selbst wegen seiner windigen Geschäfte, die aufgrund von Ninas hartnäckiger Recherche aufgeflogen sind, verhaftet. Nina und Steffen verabschieden sich glücklich in Richtung Rügen. Mit der Zeit stellen die beiden jedoch fest, dass ihre Lebensvorstellungen einfach zu unterschiedlich sind und gehen fortan wieder eigene Wege.

#### Episode 421–597: Charlotte Kröger und Erik Siemers
Charlotte Kröger kommt gemeinsam mit ihrer Schwester Alexandra nach Lüneburg, um an der Beerdigung ihres Vaters teilzunehmen. Charlotte hatte im Testament ihres Vaters Bertram Kröger dessen kompletten Verlag geerbt, da dieser Alexandra nie verzeihen konnte, dass sie als Kind versehentlich ihren Bruder Bertram junior mit dem Jagdgewehr des Vaters erschossen hatte. Alexandra fälscht jedoch das Testament und erbt demnach die Hälfte des Verlags. Schließlich kommt auch Erik Siemers, Alexandras Ehemann, nach Lüneburg. Er, Charlotte und Alexandra entscheiden sich schließlich, den Kröger-Verlag gemeinsam zu leiten. Nach und nach wird jedoch deutlich, dass Erik und Charlotte, nachdem sie sich bereits vor fast 30 Jahren ineinander verliebt hatten, immer noch Gefühle füreinander haben. Erik hatte sich damals nur für Alexandra entschieden, weil diese mit ihrem gemeinsamen Sohn Felix schwanger war. Nach einigen Umwegen finden Erik und Charlotte schließlich zusammen. Als Alexandra schließlich auch noch einen Brief findet, in dem ihr Vater ihr den tragischen Tod seines Sohnes verzeiht und somit all ihre Intrigen ihren Sinn verloren haben, verliert sie völlig die Fassung und will ihre eigene Schwester erschießen. Sie wird in die Psychiatrie eingewiesen. Erik und Charlotte verlassen Lüneburg glücklich vereint in Richtung Paris, wo sie ein kleines Antiquariat eröffnen.

#### Episode 598–798: Andrea Weller und Martin Ahrens
Martin Ahrens ist der Anwalt beim Verkauf des Kröger-Verlages und ein alter Schulfreund von Thomas. Die beiden eröffnen nach kurzer Zeit ihre Kanzleien in gemeinsamen Räumen. Außerdem ist Martin Freund und Anwalt von Peter Weller, dem neuen Besitzer des Rosenhauses, der mit seiner Frau Andrea und seiner Tochter Lena nach Lüneburg gekommen ist. Andrea kommt mit Martin zunächst gar nicht klar. Als Peter jedoch plötzlich an einem Herzinfarkt stirbt und Andrea erfährt, dass ihr Mann eine jahrelange Affäre und hohe Schulden hatte, steht ihr Martin sowohl beruflich als auch privat zur Seite. Nachdem sie für einige Zeit in Hans-Jörg Krones Juwelierladen gearbeitet hat, macht sich Andrea mit Hilfe von Martin und Maike durch einen eigenen Laden im Drei Könige selbständig. Mit der Zeit finden Andrea und Martin zögerlich zueinander, durch das Auftauchen von Martins Freundin Ina Herzog zerbricht die Beziehung jedoch. Andrea lässt sich auf eine Affäre mit dem Pferdetrainer Sven Thiemann ein, als er ihr jedoch seine Liebe gesteht, verlässt sie ihn. Einige Zeit später lassen Martin und Andrea ihre Beziehung erneut aufleben, als Ina erneut auftaucht – schwanger. Die Beziehung von Martin und Andrea zerbricht fast erneut an Inas Intrigen, bis diese gesteht, dass Martin nicht der Vater ihres Sohnes ist. Sie geht zusammen mit Sven nach Argentinien, woraufhin Martin Andrea einen Heiratsantrag macht. Noch glücklicher wird Andrea als das Kind von Lena und Felix auf die Welt kommt: Lukas. Andrea und Martin heiraten in einer alten Wassermühle und ziehen anschließend gemeinsam nach Mailand, wo Andrea einen Job als Schmuckdesignerin bei Maurizio Sorelli annimmt. Als Lena an einer Hirnblutung infolge eines Sturzes stirbt, reist Andrea an und versucht Felix und Lukas Halt zu geben. Kurze Zeit später verlässt sie Lüneburg wieder.

#### Episode 801–1000: Gesa und Tim Matthiessen
Gesa und Tim Matthiessen führen ein Bilderbuchleben: Sie haben zwei erwachsene Kinder, Nele und Paul, und führen ein gemeinsames Architekturbüro. Als ihnen von ihrem Vermieter gekündigt wird, ziehen sie als Mieter ins Rosenhaus. Sie stecken gerade mitten in der Ausschreibung für den Umbau des Hotels Drei Könige, als Gesa sich eine Blutvergiftung zuzieht und eine Assistentin einstellen muss, die ihre Entwürfe zeichnet. In ihrem Büro stellt sich kurz darauf eine junge Innenarchitektin namens Sophie Schwarz vor. Gesa ist zunächst sehr angetan von ihr, dann allerdings bemerkt sie mit der Zeit, dass Sophie gegen sie anscheinend intrigiert. Dies geht sogar so weit, dass Sophie Tim davon überzeugt, ihre statt Gesas Entwürfe für das Hotelprojekt einzureichen. Zu allem Überfluss taucht auch noch Gesas Jugendliebe Steffen Feldhusen in Lüneburg auf, der sie 28 Jahre zuvor, als sie nach einem Unfall im Koma lag, verlassen hatte. Er beichtet ihr, dass er sie damals zudem betrogen hatte und aus dieser Affäre ein Sohn stammt. Da Tim in Gesas Augen inzwischen vom Ehrgeiz zerfressen ist, trennt sie sich von ihm und geht ihren neu erwachten Gefühlen für Steffen nach. Sie will sogar mit ihm und Caroline einen Neuanfang in Kopenhagen wagen, dieses Vorhaben zerschlägt sich jedoch, als sich herausstellt, dass ihre Tochter Nele an Multipler Sklerose erkrankt ist. Tim stürzt sich in eine Beziehung zu Sophie, die allerdings nicht von langer Dauer ist, obwohl Sophie Tim für kurze Zeit sogar eine Schwangerschaft vorspielt. Doch auch Gesa erkennt mit der Zeit, dass ihre Gefühle für Tim doch noch stärker sind, als sie es sich eingestehen will; sie trennt sich von Steffen und nähert sich wieder Tim an. Daraufhin schleudert Sophie Gesa den Grund für ihren Hass ins Gesicht: Bei Gesas Unfall vor 28 Jahren starb Sophies Stiefvater – der Unfallverursacher; ihre Mutter war von da an auf einen Rollstuhl angewiesen. Sophie will Gesa leiden sehen und versucht, Tim auf Veranlassung ihres Stiefbruders Falk zu töten. Dies misslingt allerdings und sie wird kurz darauf in die Psychiatrie eingewiesen. Gesa und Tim starten kurz darauf eine Weltumseglung.

#### Episode 1001–1200: Katja Meissner und Philipp Stein
Katja Meissner ist eine erfolgreiche Bildhauerin und Galeristin aus Hamburg. Sie hat auch nach dem frühen Tod ihres geliebten Mannes Peer ihren Optimismus nicht verloren. Als ihr Vater, ein Apotheker, wegen des Verdachts auf Medikamentenfälschung verhaftet wird, eilt sie gemeinsam mit ihrer Tochter Ella nach Lüneburg, um ihm beizustehen. Dabei stellt sich heraus, dass Caroline von Walden in Wahrheit ihre Halbschwester ist. In Lüneburg begegnet sie ihrer großen Liebe Philipp Stein. Doch Philipp entpuppt sich als jener Staatsanwalt, der die Anklage gegen ihren Vater vertritt. Zudem ist er tragisch gebunden an Henriette. Henriette sitzt verbittert im Rollstuhl. Sie wurde Opfer eines Attentats, das eigentlich Philipp galt. Nach einer Operation kann Henriette jedoch wieder laufen. Schnell erfährt sie auch von Philipps Affäre mit Katja. Trotz diverser Intrigen gelingt es ihr nicht Katja aus Lüneburg zu vertreiben. Stattdessen beginnt diese eine Beziehung mit Christoph Langer. Infolgedessen möchte Henriette mit Philipp zurück nach Berlin ziehen. Für dieses Vorhaben fehlen ihr jedoch die finanziellen Mittel. Henriette versucht deshalb an das nötige Geld im Casino von Falk Landau, dem Stiefbruder von Sophie Schwarz, zu gelangen. Sie gerät jedoch in die Spielsucht und beginnt eine Affäre mit Falk, der ihre Sucht für seine illegalen Geschäfte benutzt. Er ist auch der, der hinter der Medikamentenfälschung steckt, die Katjas Vater vorgeworfen wird. Philipp kommt hinter das Verbrechen. Bei der Verhaftung kommt es jedoch zu einem schweren Schusswechsel bei dem Falk stirbt und Philipp lebensbedrohlich verletzt wird. Im Krankenhaus wird Katja und Philipp bewusst, dass sie sich doch noch lieben und trennen sich von ihren Partnern. Henriette will jedoch nicht akzeptieren, dass sie Philipp endgültig verloren hat und schmiedet einen hinterhältigen Racheplan gegen Katja: Sie sorgt dafür, dass Katja verdächtigt wird Henriette vergiften zu wollen. Am Tag des entscheidenden Prozesses sieht Henriette ihren Fehler aber ein, gesteht ihr Verbrechen und kommt mit einer Bewährungsstrafe davon. Katja und Philipp heiraten und starten frisch getraut von dem kleinen Flughafen der alten Salzstadt mit Merle als Pilotin in ein neues Leben nach Stockholm, wo Katja ein Jobangebot wahrnimmt, dass sie durch Henriette als Entschuldigung erhalten hat.

#### Episode 1201–1400: Susann und Clemens Winter
Johanna Jansen erleidet einen schweren Schicksalsschlag: Sie erkrankt an Anämie und hat ohne passenden Spender nicht mehr lange zu leben. Aber weder Thomas noch Jule kommen als Spender infrage. Auf dem Gelände des Krankenhauses lernt Johanna Susann Winter kennen, die aufgrund der Beerdigung ihrer Schwiegermutter Heidrun nach Lüneburg gekommen ist und erkennt in ihr ihre verstorbene Cousine Luise wieder. Daraufhin erzählt sie ihrer Familie, dass Luise ein Kind namens Katharina hatte, welches jedoch von Luises Vater Ernst zur Adoption freigegeben wurde. Es stellt sich heraus, dass Susann tatsächlich Katharina ist. So kann sie das Leben von Johanna retten. Daraufhin zieht sie mit ihrem Ehemann Roman, ihren Kindern Lars und Fenja und ihrer Stieftochter Bente Westphal ins Rosenhaus. Außerdem bekommt Susann Hinweise darauf, dass der Musiker Pete Johnson ihr Vater sein könnte. Ein Gentest bestätigt dies schließlich und so lernt Susann ihren Vater kennen. Sie entschließt sich daraufhin das Teekontor ihrer Mutter, welches ihr Schwager Clemens von Johanna gekauft hat neu zu eröffnen. Er gestattet Susann selbstverständlich die vorderen Räume zu benutzen, die nicht benötigt werden.
Die Eröffnung von Susanns Kontor wird mithilfe von Johanna und Merle, in der Susann eine neue Freundin findet, ein voller Erfolg. Doch Roman möchte entgegen deren Willen nach Kapstadt abreisen. Am Tag der Abreise kommt es zu einem Streit zwischen Susann und Roman, in dem Susann klarstellt, dass sie mit ihm nicht weiterhin einfach so mitgehen wird. Roman verschwindet daraufhin spurlos. Zuerst hat es den Anschein, dass er entführt wurde, da die Familie Winter eine Lösegeldforderung erhält. Doch als sie einen Brief erhalten, in dem steht, dass Roman gar nicht entführt wurde, glauben alle, dass dieser Selbstmord begangen hat. Susann kann dies nur sehr schwer verarbeiten. Das liegt unter anderem auch daran, dass Bente ihr vorwirft, daran schuld zu sein und diese auch noch Fenja gegen Susann aufhetzt. In ihrer Verzweiflung sucht Susann Trost bei Clemens.
Mit der Zeit merken die beiden, dass sie sich ineinander verliebt haben. Clemens gesteht daraufhin seiner Ehefrau Regina, dass es in seinem Leben eine andere Frau gibt. Durch Zufall findet diese heraus, dass es sich dabei um Susann handelt. Das ist schließlich das Ende von Clemens Ehe mit Regina. Gerade in dem Moment als Susann und Clemens allen gestehen wollen, dass sie nun ein Paar sind, taucht der totgeglaubte Roman auf. Infolgedessen gehen die beiden wieder getrennte Wege und Clemens möchte Lüneburg wieder verlassen. Er trifft seine ehemalige Jugendliebe Maren Schilling wieder und hat eine kurze Affäre mit ihr, welche jedoch nicht lange hält. Trotz diverser Intrigen von Roman, Regina und Bente kommen Susann und Clemens doch wieder zusammen. Doch dann findet man eine Leiche in Clemens Bootswerkstatt und er wird verhaftet. Susann ist jedoch fest entschlossen seine Unschuld zu beweisen. Schließlich wird sie mithilfe von Pete und Lars fündig: Hinter dem Mord steckt Merles Bruder Vincent Vanlohen. Aber Susann muss schockiert entdecken, dass auch Bente in dessen Machenschaften verwickelt ist. Bente gesteht daraufhin der ganzen Familie ihre Intrigen und ihre Wut. Infolgedessen ziehen sich fast alle von ihr zurück.
Trotz allem macht Roman Susann und Clemens das Leben weiterhin schwer. Es kommt sogar so weit, dass er einen Brand im Teekontor legt. Dabei kommen Susann, Clemens und Roman beinahe ums Leben. Im Krankenhaus gesteht Clemens Roman, mit dem er all die Jahre nie ein gutes Verhältnis hatte, dass er all die Jahre über einen Bruder gebraucht hätte. Sie gehen alle im Guten auseinander. Roman beschließt daraufhin gemeinsam mit Bente Lüneburg zu verlassen. Auch Susann und Clemens wollen die Hansestadt hinter sich lassen und kaufen eine Teeplantage in Vietnam. Zuvor findet Susann in Johannas Gegenwart im ausgebrannten Teekontor einen Brief von ihrer Mutter Luise, der sie zu Tränen rührt. Danach starten Clemens und Susann glücklich vereint in ein neues Leben nach Vietnam.

#### Episode 1401–1600: Vera Christiansen und Jan Mertens
Die Speditionskauffrau Vera Christiansen organisiert Susanns Umzug nach Vietnam, mietet spontan die Erdgeschosswohnung im Rosenhaus an und zieht später mit ihrer Tochter Ariane ein. Vera lernt außerdem kurze Zeit später Jan Mertens, den Inhaber eines Biosupermarkts, kennen. Als Vera erfährt, dass ihre Firma nach Mannheim umzieht, muss sie sich beruflich neuorientieren und versucht sich mit einem eigenen Bioladen selbständig zu machen. Bald werden Jan und Vera, die inzwischen miteinander liiert sind, zu beruflichen Konkurrenten, denn auch Jan eröffnet in Lüneburg eine seiner neuen Biosupermarktfilialen.
Die geschäftliche Konkurrenz scheint beinahe ihre Beziehung zu zerstören, denn Vera geht mit ihrem Laden aufgrund von Jans Konkurrenz, nach nur kurzer Zeit, pleite. Sie gibt ihm die Schuld an ihrem Misserfolg. Vera will aber nicht aufgeben. Für kurze Zeit arbeitet sie sogar in Jans Biosupermarkt. Auch Jans Ex-Frau Claudia macht den beiden das Leben schwer. Mit Merles und Naomis Unterstützung eröffnet Vera später ihren zweiten Bioladen, der ein großer Erfolg wird. Kurze Zeit später nähren sich Jan und Vera wieder an. Das Auftauchen von Veras Ex-Mann Rainer sorgt für Aufregung und Jan wird allmählich eifersüchtig, weil Vera ihren Ex-Mann sogar im Rosenhaus einziehen lässt und mit ihm Zeit verbringt. Als Rainer dann auch noch Jans Geld verspekuliert, um nicht ins Gefängnis gehen zu müssen, platzt Jan der Kragen und er verlangt von Vera, dass Rainer aus beider Leben verschwindet.
Vera und Jan verkaufen bald darauf das Gut Flickenschild an Gunter, um sich ihren eigenen Traum vom Biohof an der Mosel erfüllen zu können. Die beiden heiraten und verabschieden sich kurz darauf in ihre neue gemeinsame Zukunft an die Mosel. Jan kommt zehn Monate später zu Besuch nach Lüneburg, wo sich zu diesem Zeitpunkt auch Robin und dessen neue Freundin Nathalie Greve befinden. Robin hat kurz darauf einen Autounfall und ist nun teilweise querschnittsgelähmt. Jan steht ihm bei, verlässt bald darauf aber wieder die Hansestadt.

#### Episode 1601–1814: Tine Hedelund und Ole Wolff
Die Modedesignerin Tine Hedelund kommt nach Lüneberg, um ihrer Tochter Lotte beizustehen. Diese wird von ihren Schulkollegen gemobbt. Dort trifft Tine auch zum ersten Mal wieder auf ihren Ex-Ehemann Ole Wolff und seine derzeitige, schwangere Freundin Lisa Fischer, mit der er einen Fahrradladen besitzt. Die Wunden von einst sind immer noch nicht wirklich verheilt. Doch nun müssen die beiden zusammenarbeiten: Lotte ist durch ihren Freund Brian O’Reilly in die mysteriöse Sekte Malakron geraten. Doch nach einigen Umwegen trennt sich Lotte von Brian und verlässt die Sekte wieder. Durch die gemeinsame Arbeit werden bei Tine und Ole anscheinend alte Gefühle wach.
Doch leider machen zwei Schicksalsschläge den beiden einen Strich durch die Rechnung: Lisa verliert das gemeinsame Kind und Tines Freund, der Pilot Malte Neumann, erfährt bei einer Untersuchung, dass er auf einem Ohr einen immer weiter fortschreitenden Gehörschaden hat, weswegen er in ein paar Jahren nicht mehr fliegen können wird. Trotzdem kommt es zu einer Nacht zwischen Tine und Ole. Als Malte und Lisa davon erfahren, schließen sie einen Pakt gegen die beiden. Auch zwischen den beiden kommt es zu einer Liebesnacht. Lisa stellt kurz darauf fest, dass sie schwanger ist. Doch aus Angst, sie könnte danach keine Kinder mehr bekommen, beschließt sie, es nicht abzutreiben, sondern Ole ein Kuckuckskind unterzujubeln.
Als Lisa auf Lottes Lehrerin Sabine Reinhardt trifft, wird sie von ihrer Vergangenheit eingeholt. Sabines Tochter Paula war einst begeisterte Sportlerin und hatte durch Lisas Hilfe gedopt. Ole ist geschockt, dass seine Freundin angeblich einen Menschen auf dem Gewissen hat, und glaubt dies nicht. Als ihm Lisa jedoch gesteht, dass alles wahr ist, möchte er sich von ihr trennen. Doch Lisa gesteht ihm in dem Augenblick die Schwangerschaft und so entschließt sich Ole, Lisa beizustehen, weil sie ihm sagt, dass er der Vater ist. Daraufhin gehen Tine und Ole wieder getrennte Wege. Auch Malte hat sich ein neues Ziel gesetzt: Er will, bevor er nicht mehr als flugtauglich eingestuft wird, eine eigene Airline gründen. Dazu verbündet sich Malte mit dem russischen Mafioso Jiri Petrov und hilft bei dessen kriminellen Geschäften mit. Auch Lisa gerät in die Geschäfte mit Petrov. Als Malte droht, diesem nicht mehr zu helfen, engagiert dieser einen Mann, der Tine überfällt und verletzt. Als daraufhin auch noch Dr. Yvonne Strelitz auftaucht und behauptet mit Malte verheiratet zu sein, was sich als wahr herausstellt, traut Tine Malte immer weniger.
Tine beschließt schließlich, sich von Malte zu trennen. Lisa sieht jedoch dadurch die Gefahr, dass Tine und Ole wieder zusammenkommen könnten. Daher täuscht sie diesem eine Depression vor, was jedoch schnell auffliegt. Tine kommt schließlich sogar hinter Maltes Geschäfte mit Petrov und daher in dessen Fadenkreuz. Als Tine und Ole durch eine Autobombe von Petrov beinahe ums Leben kommen, trennen sie sich für immer von Malte und Lisa. Schließlich kann Petrov durch Maltes Hilfe verhaftet werden. Dieser beschließt daraufhin ein neues Leben zu beginnen. Es kommt auch ans Tageslicht, dass Ole gar nicht der Vater von Lisas Kind ist. Auch sie beginnt ein neues Leben in London.
Tine und Ole lieben sich, zögern aber durch den Schock von Lisas und Maltes Intrigen noch eine Weile. Merle hilft jedoch nach und das Paar entscheidet sich wieder zu heiraten. Zur Hochzeit der beiden kommt nicht nur Lotte, sondern auch Tines ehemalige Klassenkollegen Jana Greve, Sebastian Voss und Dirk Drechsler. Nach ihrer Hochzeit starten Tine und Ole eine neue Zukunft in Kopenhagen.

#### Episode 1815–2000: Jana Greve und Sebastian Voss
Jana Greve kommt nach Lüneburg um ihrer Tochter Nathalie beizustehen, deren Freund Robin nach einem Autounfall querschnittsgelähmt ist. Dort angekommen trifft sie auf ihren ehemaligen Klassenkollegen Sebastian Voss, welcher sie jedoch nicht sofort erkennt. Außerdem trifft sie dort auf ihre ehemaligen Jugendfreundinnen Merle und Tine, die gerade die Hochzeit von Tine und Ole vorbereiten. Doch kaum ist die Hochzeit vorbei bricht Janas heile Welt komplett zusammen: Ihr Ehemann, der berühmte Neurochirurg Dr. Maurice Greve, leidet schon lange an Spielsucht und hat einen Berg von Schulden verursacht. Er lässt sich kurzfristig von Jana scheiden und lässt diese mit Nathalie alleine in Lüneburg zurück.
Jana steckt nun in einer Sackgasse, kann sich aber durch Sebastian vor dem völligen Ruin retten, indem sich Jana durch einen Seifenladen selbständig macht. Außerdem arbeiten die beiden ihre Vergangenheit auf: Jana wurde nämlich kurz nach dem Schulabschluss von Sebastian schwanger, verheimlichte ihm jedoch die Schwangerschaft, da ihm die Karriere wichtiger war. Sie verlor das Kind im fünften Monat. Die beiden merken, dass die alten Gefühle wieder wach werden und beginnen eine neue Beziehung. Doch lange geht es nicht gut, denn die Geschichte der beiden wiederholt sich bei ihren Kindern: Nachdem sich Nathalie endgültig von Robin getrennt hat, hat sie einen One-Night-Stand mit Sebastians Sohn Fabian. Kurz darauf stellt sie fest, dass sie schwanger ist. Fabian möchte jedoch mit dem Kind nichts zu tun haben, da er eine Karriere als Architekt in Aussicht hat. Als Nathalies Kind jedoch noch im Mutterleib operiert werden muss, entwickelt Fabian doch Vatergefühle. Während der Operation stellt sich auch heraus, dass es ein Mädchen wird. Nathalie und Fabian verlieben sich ineinander und beschließen, ihre Tochter gemeinsam groß zu ziehen.
Einen weiteren Dämpfer erlebt die Beziehung von Jana und Sebastian als Maurice wie aus dem Nichts wieder auftaucht. Obwohl Jana ihm zunächst überhaupt nicht verzeihen kann, merkt sie, dass sie immer noch Gefühle für Maurice hat. Sebastian beginnt derweil eine Affäre mit Jeanette Drechsler, der Ehefrau seines ebenfalls ehemaligen Schulfreundes Dirk Drechsler. Doch da die Ehe von Jeanette und Dirk dadurch in die Brüche geht, beendet Sebastian die Affäre. Doch Dirk ist fest entschlossen sich zu rächen und versucht Sebastian durch einen Brandanschlag zu töten. Er überlebt jedoch knapp und Dirk wird verhaftet.
Währenddessen hat Jana Maurice ein zweites Mal geheiratet. Doch trotzdem hat sie zeitweise Skepsis ihm gegenüber, da sie vermutet, er sei seiner Spielsucht wieder verfallen. Tatsächlich geht auch der zweite Anlauf daneben und Jana und Maurice lassen sich ein zweites Mal scheiden. Stattdessen nähert sie sich wieder Sebastian an. An Maurice’ Intrigen zerbricht die Beziehung der beiden fast erneut. Der Krieg um Jana nimmt jedoch einen kurzen Waffenstillstand ein, als die Tochter von Nathalie und Fabian auf die Welt kommt: Stella.
Maurice erleidet aber schließlich einen von Jana lang befürchten Rückfall. Es kommt sogar so weit, dass er die Uhr von Fabians verstorbener Mutter Christina verpfändet, die eigentlich später Stella gehören sollte. Obwohl er sie zurückerspielen kann, verliert er dadurch die Gunst von Jana und Nathalie. In seiner Verzweiflung möchte sich Maurice das Leben nehmen. Nathalie kann ihn im letzten Augenblick durch Stella davon abhalten. Schließlich willigt er ein, in eine Entzugsklinik zu gehen.
Nathalie, Fabian und Stella brechen kurz darauf nach Rotterdam auf, wo Fabian ein Angebot als Architekt angenommen hat. Sebastian hingegen plant, sich eine neue Firma in den USA aufzubauen. Da Jana jedoch ein Jobangebot als Kosmetikerin angenommen hat, ändert er seine Entscheidung und beschließt, mit ihr ein neues Leben in Belgien anzufangen. Viel näher an den Kindern und der Enkeltochter. Nach einer rührenden Abschiedsfeier im Stil der 1970er Jahre brechen Jana und Sebastian noch am selben Abend nach Brüssel auf.

#### Episode 2001–2200: Katrin Burgstett und Arthur Burgstett
Dr. Katrin Körner alias Nora Franke kommt nach Lüneburg, um eine Stelle als Buchhändlerin anzunehmen. Da der Besitzer des Ladens jedoch verstorben ist, bekommt Nora einen Job im Kiosk von Lasse Petersen. Als Carla Saravakos sie sieht, scheint sie in ihr, ihre ehemalige Jugendfreundin Dr. Katrin Körner zu erkennen. Nora vertraut Carla ein Geheimnis an: Sie ist im Zeugenschutzprogramm. Einst hatte sie gegen einen Mörder ausgesagt, welcher mehrere Racheanschläge auf sie verüben ließ. Heute hat Nora eine Tochter namens Edda, die ebenfalls nach Lüneburg kommt. Mit der Zeit beginnt Nora eine Beziehung mit Lasse. Als Edda von ihrer Mutter erfährt, wer sie in Wirklichkeit ist, beschließt sie ihren Vater, den Teilchenphysiker Dr. Arthur Burgstett, aufzusuchen. Tatsächlich taucht dieser kurze Zeit später auf und so kommt es zum Ende der Beziehung von Nora und Lasse, denn Nora verliebt sich wieder in Arthur.
Doch dann ergibt sich eine unerwartete Wendung: Arthur ist in Wirklichkeit mit Madeleine Liskamm verlobt. Nora ist nun enttäuscht und wendet sich kurz wieder von ihm ab. Außerdem droht für Nora und Edda eine weitere Gefahr. Der Unternehmer Volker Carstens hat erkannt, wer Nora in Wirklichkeit ist und hat es sich nun zum Ziel gesetzt, die Unschuld seines Vaters Stefan Hartmann zu beweisen, gegen den sie einst aussagte. Aber Volkers jüngerer Bruder Henri, der mit Edda eine Beziehung führt, kann diesen davon abhalten, seinem Vater zu erzählen, wer Nora in Wahrheit ist.
Inzwischen hat sich Arthur von Madeleine getrennt und will nun wieder mit Nora eine Beziehung beginnen, obwohl das LKA dadurch deren Zeugenschutzprogramm in Gefahr sieht. Noras und Arturs Leben wird durch diverse Intrigen von Madeleine umso schwerer gemacht. Außerdem wird die lang befürchtete Gefahr Realität. Volker hat seinem Vater nun verraten, dass Nora in Wahrheit Katrin Körner ist. Der an Leukämie leidende Verbrecherboss beauftragt seinen Killer Philipp Staven damit, Nora und ihre Familie zu töten. Als dieser ihren Standort ausgemacht hat, verübt er aus Versehen einen Anschlag auf Madeleine, welche Nora aber rechtzeitig retten kann. Im Krankenhaus stellt sich heraus, dass Madeleine schwanger ist und diese behauptet, dass Arthur der Vater des Kindes ist. Zwar scheint es wirklich fast zu einer Trennung zwischen Nora und Arthur zu kommen, doch Madeleine gesteht, dass das Kind von jemand anderen ist und verlässt Lüneburg.
Als Arthur beinahe durch einen weiteren Anschlag Stavens stirbt, beschließt dieser, Nora in ein neues Zeugenschutzprogramm zu begleiten. Auch Edda möchte mit ihren Eltern ein neues Leben anfangen. Da das LKA Henri als Sohn Hartmanns nicht ins Programm aufnehmen will, muss sie sich aber von ihm trennen. Als Nora im Krankenhaus schließlich Stefan Hartmann begegnet, sieht er seine Chance auf Rache. Hartmann überwältigt seinen Aufpasser, bricht aus und taucht bei Nora mit einer Waffe auf und richtet sie auf sie. Volker, der nun schockiert feststellen muss, dass sein Vater ein Mörder ist, kann aber Schlimmeres verhindern. Schließlich sind die Kräfte des sterbenskranken Hartmann aufgebraucht und er stirbt. Der von seinem Vater bitter enttäuschte Volker stürzt daraufhin in eine tiefe Depression und beschließt nach Tibet zur Meditation zu reisen, um dort wieder seine Mitte zu finden.
Durch Hartmanns Tod und Stavens Verhaftung wird das Zeugenschutzprogramm aufgelöst und Nora kann wieder ihre alte Identität als Dr. Katrin Körner annehmen. Auf eigenen Wunsch hin wird sie weiterhin mit Spitznamen Nora genannt. Da die Ehe von Arthur und ihr durch den Zeugenschutz nicht mehr gültig ist, macht dieser Nora einen neuen Antrag, den sie überglücklich annimmt. Kurz darauf heiraten sie und sowohl Nora als auch Edda nehmen Arthurs Familiennamen Burgstett an. Nach ihrer romantischen Trauung gehen Nora und Arthur nach Genf, wo Arthur seine Forschungen weiterführen kann und Nora eine Stelle als Ärztin in einem Krankenhaus bekommen hat.

#### Episode 2201–2400: Sydney Flickenschild und Mathis Segert
Sydney Flickenschild kommt mit ihrem Ehemann Jeff und ihrer jüngeren Stieftochter Kimberley (genannt „Kim“) Parker zu Besuch nach Lüneburg zu ihrem Halbbruder Gunter. Anlass dafür ist die 150-Jahr-Feier von Gut Flickenschild. Dort lernt Sydney auch Mathis Segert, den Noch-Ehemann ihrer Cousine Anja und aktuellen Kommandanten der Freiwilligen Feuerwehr Lüneburg, kennen und findet ihn sympathisch, obwohl sie zeitgleich mit Jeff Parker verheiratet ist. Nachdem Mathis Sydney bei einem Brand auf dem Gut Flickenschild das Leben rettet, verbringt sie mit diesem mehr Zeit, wodurch Jeff eifersüchtig wird. Als herauskommt, dass dieser bei einem gemeinsamen Hotelprojekt von ihnen Schwarzarbeit betreibt, taucht dieser spurlos unter und leert Sydneys Konten. Während dieser finanziellen Krise bekommt sie unter anderem Beistand von Mathis, Gunter und Merle. Dabei merkt Sydney, dass sie sich anscheinend in Mathis verliebt hat. Die beiden wagen schließlich eine Beziehung.
Als Anja kurz darauf in Lüneburg auftaucht, stellt Dr. Britta Berger fest, dass sie aufgrund ihres Rheumas dringend eine Spenderleber benötigt. Sydney stellt sich als geeignete Spenderin heraus. Da sich aber die Spende eines verstorbenen Patienten findet, muss Sydney nicht mehr spenden. Doch leider stirbt Anja kurz darauf. Der tief erschütterte Mathis wirft Sydney daraufhin vor, dass Anja noch leben würde, wenn sie einen Teil ihrer Leber gespendet hätte. Diese wendet sich daraufhin empört von ihm ab, obwohl beide spüren, dass sie noch ineinander verliebt sind. Einige Zeit später taucht Sydneys ältere Stieftochter Victoria (genannt „Vicky“) Parker in Lüneburg auf und berichtet, dass man Jeff an der amerikanisch-kanadischen Grenze verhaftet hat. Sie fordert außerdem Sydney dazu auf, ihrem Vater zu helfen. Diese lehnt jedoch ab, da sie sich von Jeff scheiden lassen möchte. Vicky verspürt Rachelust gegen Sydney und verbündet sich mit dem mindestens genauso intriganten Hotelbesitzer Holger Mielitzer. Mielitzer will sich an den Flickenschilds rächen, da Gunters und Sydneys Vater Wilhelm Flickenschild einst seiner Familie das Drei Könige, das ihnen ursprünglich gehörte, in seinen Augen weggenommen hat.
Gemeinsam mit Vicky Parker möchte Mielitzer erreichen, dass Gunter an seinen eigenen Fähigkeiten zweifelt und es dann für das Beste hält, das Drei Könige zu verkaufen. Dieses gelingt den beiden kurze Zeit später auch und Mielitzer macht Gunter ein verlockendes Angebot, das Drei Könige an ihn zu verkaufen. Gerade in dem Moment, als Gunter den Vertrag unterschreiben möchte, kommt Sydney aus den USA zurück, wo sie mit Jeff unbedingt sprechen musste. Dieses passt sowohl Vicky als auch Mielitzer gar nicht ins Konzept. Kurz darauf entscheidet sich Gunter, der erfährt, dass Sydney vorhat, nun dauerhaft in Lüneburg zu bleiben, seiner Halbschwester 50 % der Hotel-Anteile zu überschreiben. Außerdem ernennt er sie kurz darauf zur Hoteldirektorin. Neben der Umstände im Hotel ist Vicky immer noch sauer auf Sydney, weil sie Jeff nicht mit einer Falschaussage helfen möchte. Daher setzt sie sich das Ziel, Sydney das Leben in Lüneburg zur Hölle zu machen. Mielitzer, der Sydney immer interessanter findet, eröffnet Vicky kurze Zeit später seinen Plan, Sydney heiraten zu wollen.
Da Mielitzer von diesem Plan nicht mehr abweichen möchte, sucht er stark ihre Nähe und fragt Vicky geschickt über Sydney aus. Mielitzer, der sich Sydney immer wieder nähert, wird von ihr vorerst zurückgewiesen. Einige Zeit später gibt es ein weiteres Problem: Merle hat zufällig gesehen, wie Mielitzer Vicky Geld gegeben hat. Als sie Sydney wenig später davon berichtet, glaubt diese, dass Mielitzer mit ihrer Stieftochter Geschäfte macht. Als Sydney Holger Mielitzer mit ihrem Verdacht konfrontiert, kann dieser ihre Zweifel zerstreuen, in dem er ihr eine Lüge auftischt. Wenig später lädt Mielitzer Sydney ein, mit ihm einen schönen Abend in einem Lüneburger Museum zu verbringen, dass er für sich und Sydney gemietet hat. Sydney nimmt die Einladung gerne an. Als Sydney und Mathis sich daraufhin das nächste Mal begegnen, spüren sie, dass sie immer noch Gefühle füreinander haben. So entscheidet sich Sydney, zu Holger Mielitzer wieder auf Abstand zu gehen.
Da Vicky immer wieder Wege sucht Sydney zu schaden, plant sie, so zu tun, als hätte sie eine Nacht mit Mathis verbracht und dieser hätte sich dagegen nicht gewehrt. Dreist setzt sie ihren Plan in die Tat um und tischt Sydney diese Lüge auf. Als Sydney Mathis davon berichtet und ihm keinen Zweifel gibt, warum sie Vicky nicht glauben sollte, stellt Mathis fest, dass Sydney ihn nicht genug liebt und dass er somit keine Chance mehr für ihre Liebe sieht. Vicky freut sich indes, dass Sydney ihr blind vertraut. Um noch mehr Rachlust an Sydney zu nehmen, fordert sie von dieser, dass sie ihr mehr Prozente an der Boutique überschreiben soll. Als Sydney um Bedenkzeit bittet, droht sie ihr, sonst in die USA zurückzugehen und sie mit allem in der Boutique alleine zu lassen. Sydney verspricht Vicky daraufhin, eine für alle Parteien gute Lösung zu finden. Leider stößt sie bei Gunter nicht auf Begeisterung über diesen Vorschlag. Dieser glaubt, dass er Vicky nicht genug vertrauen könne, weil er sie kaum kennt. Als Sydney ihrer Stieftochter daraufhin mitteilt, dass Gunter nicht genug Vertrauen in sie hat, entschließt sie sich, ihrer Stiefmutter erneut nachhaltig zu schaden, indem sie ihr gefälschte Beweise unterschiebt. Diese belegen, dass Sydney die Schwarzarbeiter in den USA damals selbst engagiert hat. Des Weiteren versucht sie, Mielitzer für ihre Rachepläne zu gewinnen, der sich dafür aber nicht einspannen lassen möchte, da er an seinem Plan, Sydney zu heiraten, festhält. Als diese Intrige nicht gelingt, da Mielitzer die Fälschungen rechtzeitig entdeckt und entfernen kann, beschließt Vicky sich, die Markenrechte an 4 Queens, der Boutique des Drei Könige, zu sichern, bevor Sydney dies tun kann.
Als Vicky nach einer bösen Rachetat am Oberbürgermeister, mit dem sie eine kurze Zeit lang liiert war, unter Druck die Hansestadt verlassen soll, gesteht sie ihrer Stiefmutter vor ihrer Abreise hasserfüllt, dass Mathis und sie doch keine Nacht miteinander verbracht hatten. So sucht Sydney bald darauf Mathis auf und gesteht ihm, dass Vicky ihr die Wahrheit gestanden hat und dass sie nun weiß, dass Mathis und sie nicht im Bett waren. Doch dieser nimmt das nur zur Kenntnis und beachtet sie nicht weiter, da sein Vertrauen in Sydney mehr als erschüttert ist. Eliane da Silva, die schon länger ein Auge auf Mathis geworfen hat, gesteht ihm kurz darauf ihre Liebe, doch sie spürt, dass Mathis gedanklich noch sehr an Sydney hängt und beendet die Beziehung.
Nachdem ihre Trennung von Mathis für sie eine Tatsache geworden ist, bemerkt Sydney, dass Holger Mielitzer diskret um sie wirbt. Später kommen Holger und sie sich immer näher und beginnen eine feste Beziehung miteinander. Auch Mathis entwickelt plötzlich stärkere Gefühle für Eliane, die auch immer noch Interesse an ihm zeigt. Später beginnen die beiden ebenfalls eine feste Beziehung miteinander. Als Sydney einige Zeit später einen Heiratsantrag von Holger annimmt und die beiden heiraten wollen, versetzt dies Mathis einen großen Stich und er zweifelt daraufhin an seinen Gefühlen für Eliane. Langsam findet sich auch Gunter damit ab, dass Sydney Holger heiraten will. Doch bei einem Treffen mit Holger in der Kulturscheune geraten die beiden Männer in Streit und Gunter fällt ungünstig zu Boden. Holger gerät in Panik und denkt, dass Gunter bereits tot ist. Anstatt den Notarzt zu rufen, zündet er die Kulturscheune an. Gunter kann in letzter Sekunde gerettet werden und kommt im Krankenhaus wieder zu sich, kann sich aber an nichts erinnern. Holger gesteht nach einiger Zeit Patrick, dass er den Brand in der Kulturscheune gelegt hat und bittet diesen, nicht zur Polizei zu gehen. Patrick gibt ihm die Chance, selbst Anzeige bei der Polizei zu erstatten. Holger will aber zuvor noch mit Sydney reden und auch ihr gestehen, was er getan hat. Sydney ist geschockt und weist Holger zurück. Dieser fesselt Sydney, um genug Vorsprung zu haben, das Land zu verlassen. Mathis schafft es kurze Zeit später, Sydney zu befreien. Merle und Gunter planen mit Sydney zu verreisen, um sie auf andere Gedanken zu bringen. Am Flugplatz werden sie allerdings von Holger Mielitzer überrascht. Er bedroht diese mit einer Pistole und zwingt Merle dazu, ihm bei der Flucht zu helfen. Bevor das Flugzeug starten kann, trifft Patrick am Flugplatz ein und verhindert ihren Abflug. Holger wird von der Polizei festgenommen. Sydney und Mathis kommen sich wieder näher. Beide merken, dass sie sich immer noch sehr verbunden miteinander fühlen. Sie beschließen zusammen nach Portugal zu gehen.
Patrick erfährt, dass sein Vater bei einem Unfall des Gefangenentransporters ums Leben gekommen ist. Er glaubt, dass die Vergangenheit der Flickenschilds und Mielitzers schuld sei am Tod seines Vaters. Um der Familie Mielitzer entgegenzukommen, überlässt Sydney die Hälfte ihrer Hotelanteile am Drei Könige. Die Fronten zwischen Gunter und Patrick verhärten sich. Am Grab seines Vaters schwört Patrick, das Drei Könige wieder in den Familienbesitz der Mielitzers zu bringen.
Sydney bekommt das Angebot, eine traumhafte Pousada bei Porto zu leiten. Dafür müssten sich Sydney und Mathis aber dauerhaft von Lüneburg verabschieden. Sydney fällt das sehr schwer, doch Mathis unterstützt sie dabei, ihren Traum zu verwirklichen. Merle und Gunter bereiten ein historisches Abschiedsfest für Sydney und Mathis vor. Die Abschiedsfeier wird ein voller Erfolg und Sydney beschließt, Gunter ihre restlichen Hotelanteile zurückzuschenken. Nun können Sydney und Mathis unbeschwert in ihre gemeinsame Zukunft nach Portugal reisen. Nach ca. sechs Monaten reist Sydney aus beruflichen Gründen nach Hannover und besucht in Lüneburg Gunter, der sich dazu entschlossen hat, den Kampf um das Drei Könige wieder aufzunehmen. Nachdem Gunter den Kampf um das Drei Könige für sich entschieden hat, reist Sydney erneut für kurze Zeit nach Lüneburg.

#### Episode 2401–2600: Helen Fries und Peer Juncker
Helen Fries kommt nach Lüneburg, um dort ihre Tochter Swantje davon abzubringen, vor dem Abitur ohne Abschluss die Schule zu verlassen. Dort trifft sie auf ihre Berufsschulfreundin Sigrid Claasen, bei der ihre Tochter zufällig untergekommen ist. Swantje will ein Praktikum bei Sigrids Tochter Jacqueline machen, die einen Life-Style-Blog betreibt. Sie träumt davon, anschließend selber einen Blog zu leiten und damit Geld zu verdienen. Wenig später lernt Helen zufällig den Kaffeeröster Peer Juncker kennen und beide spüren sofort eine besondere Anziehungskraft zueinander. Sigrid, die heimlich auch in Peer verliebt ist, freut sich sehr, als Helens Ehemann Dr. Arne Fries nach Lüneburg kommt. Sie hat nämlich gemerkt, dass sich Helen und Peer näherkommen und hofft so, dass sich Helen nun wieder mehr auf ihre Ehe konzentrieren wird.
Spontan kommt Helen auf die Idee, einen sogenannten Cupcake-Pop-Up-Laden in Lüneburg zu eröffnen. Widerwillig freut sich auch Sigrid für sie. Helen freut sich sehr, als ihr Hannes’ Werkstatt für ihren Cupcake-Pop-Up-Laden zur Verfügung gestellt wird. Wenig später schon eröffnet sie feierlich ihren Laden, ist aber sauer auf Arne, weil er nicht zu ihrer Ladeneröffnung gekommen ist, obwohl er es ihr vorher fest versprochen hatte. Als Arne auch noch das Geld, das für Helens Laden bestimmt ist, für seine Ausgrabungen benutzen möchte und ihr sagt, dass er mit seinem Leben komplett unzufrieden ist, steht der erste Ehestreit seit der Ankunft in Lüneburg kurz bevor.
Als Arne sie oft versetzt, kommen Helen und Peer zufällig zusammen und Helen gibt ihren Gefühlen für Peer in einem schwachen Moment nach. Die beiden verbringen eine leidenschaftliche Zeit in Peers Bett und schlafen miteinander. Helen bereut ihre Entscheidung jedoch sofort, weil sie nicht wahrhaben möchte, dass sie Arne betrogen hat. Erst will sie ihm den „Seitensprung“ verschweigen, aber da für Helen die Ehrlichkeit ein wichtiger Wert ist, gesteht sie Arne ihren Fehltritt mit Peer. Dieser kann ihr vorerst nicht verzeihen und wird gegenüber Peer sogar handgreiflich, um ihm klarzumachen, dass Helen seine Frau ist und er um sie kämpfen wird.
Einige Zeit später beginnt Peer eine Beziehung mit Sigrid, welche nicht von langer Dauer ist.
Helen und Peer gehen glücklich nach Peru, wo Helen ein Café eröffnet.

#### Episode 2601–2800: Sonja Röder und Tilmann Oberberg
Sonja Röder ist eine erfolgreiche Keramikmeisterin aus Freiburg, die von ihrem Adoptivbruder Gregor unter einem Vorwand nach Lüneburg gelockt wird. Dieser bietet ihr in Lüneburg die kreative Leitung der Lüneburger Keramikmanufaktur (LKM) an. Nach kürzerem Zögern entscheidet sich Sonja, in ihrer Heimat Lüneburg einen Neuanfang zu wagen.
Als Sonja auf dem Flohmarkt Tilmann Oberberg kennenlernt, verliebt sie sich sofort in ihn. Sie freut sich, als ihre Adoptivschwester Eva nach Lüneburg kommt. Diese hat eine große Überraschung für ihre Familie: Sie hat Tilmann auf einer Westernranch in den USA kennenlernt und spontan nach 14 Tagen in Las Vegas geheiratet. Diese Neuigkeit ist ein Schock für Sonja. Sie hofft, dass Eva und Tilmann Lüneburg bald wieder verlassen. Umso erstaunter ist sie, als die beiden in Lüneburg sesshaft werden möchten.
Kurze Zeit später lernt Sonja auf dem Salzmarkt Ben Berger kennen, den sie auf Anhieb sympathisch findet.
Sonja genießt immer wieder die Nähe zu Tilmann, als Schwester von Eva.

#### Episode 2801–3000: Hilli und Frank Pollmann
Nach dem Verkauf ihres erfolgreichen Autohauses wollten Hilli und Frank Pollmann eigentlich ihre lang ersehnte Weltreise antreten. Doch das Schicksal hatte andere Pläne: Frank erleidet einen schweren Herzinfarkt, den er nur dank Hillis beherzter Reanimation überlebt (Folge 2815).  Die Nachwirkungen des Infarkts stellen die einst so stabile Ehe auf eine harte Probe. Während Hilli aus Sorge um Franks Gesundheit die geplante Weltreise absagt (Folge 2825), stürzt sich Frank in neue Geschäftsprojekte. Er kauft ohne Hillis Wissen eine Bremsenfirma (Folge 2836) und gerät in eine tiefe Midlife-Crisis. Die Begegnung mit der attraktiven Yvonne wird zur Zerreißprobe für die Ehe.  An ihrem 25. Hochzeitstag eskaliert die Situation: Frank betrügt Hilli mit Yvonne (Folge 2864). Als Hilli erfährt, dass es nicht sein erster Seitensprung war, wirft sie ihn aus dem gemeinsamen Haus (Folge 2865). Frank zieht daraufhin mit Yvonne zusammen, während Hilli um ihre zerbrochene Ehe trauert.  Erst Monate später, nach vielen emotionalen Höhen und Tiefen, treffen sich die beiden am Ort ihres ersten Dates in Lauenburg wieder. An diesem symbolträchtigen Ort beschließen sie, ihre Eheringe zu einem Schmuckstück für ihre Tochter Leonie umarbeiten zu lassen - ein versöhnlicher Abschluss ihrer gemeinsamen Geschichte (Folge 2996).  Am Ende finden Hilli und Frank doch noch zu ihrer alten Liebe zurück. Sie wagen einen Neuanfang mit einer Oldtimerwerkstatt in Lauenburg und brechen schließlich gemeinsam zu einer abgespeckten Version ihrer einst geplanten Weltreise auf (Folge 3000).
Während sich das Drama um die Pollmanns entfaltet, spielen sich weitere schicksalhafte Geschichten in der Heidestadt ab:  Die Geschwister Amelie, Britta und Christian erleben eine Achterbahnfahrt der Gefühle: Christian kämpft mit einem Hirntumor und flieht zunächst vor der notwendigen Operation (Folge 2836). Seine Schwestern finden ihn und überzeugen ihn, sich operieren zu lassen. Amelie verstrickt sich in eine Intrige und verliert dadurch Christians Vertrauen. Als sie schließlich mit dem machthungrigen Gregor Pasch vor dem Traualtar steht, lässt dieser sie überraschend stehen (Folge 2954).  Gregor Pasch entwickelt sich zum Antagonisten der Stadt: Er manipuliert, intrigiert und nutzt Menschen für seine Zwecke. Als er Amelie vor dem Altar stehen lässt, gesteht er seiner alten Liebe Carla seine anhaltenden Gefühle (Folge 2956).  In einer besonders dramatischen Entwicklung wird Leonies und Dominiks Baby entführt (Folge 2987). Die junge Mutter durchlebt Ängste und Hoffnungen, während Hannes zum heimlichen Helfer in der Krise wird.  Thomas Jansen steht vor einer Rückkehr in die Kommunalpolitik. Nach dem Fall der korrupten Bürgermeisterin Simone Falkenstein drängt seine Familie ihn, wieder als Oberbürgermeister zu kandidieren (Folge 2930).  Für Merle und Gunter wird die Sorge um den kleinen Kaspar zur Zerreißprobe, als dessen leibliche Mutter Ines auftaucht und das Sorgerecht beantragt (Folge 2870).

#### Episode 3001–3200: Astrid Richter und Alex Maiwald
Astrid Richter zieht von München nach Lüneburg, um dort eine leitende Stelle bei einer Firma für Orthopädie-Technik anzunehmen. Sie ist die Schwester von Tina Richter und Sabine Richter und kommt ursprünglich aus der DDR. Kurz vor dem Mauerfall 1989 flüchtet sie in den Westen, wo sie in Lüneburg anfängt zu studieren. Während ihrer Studienzeit lernt Astrid Britta Berger und Henning Maiwald kennen. Das Verhältnis zu ihrer Schwester ist angespannt, da Tina auch nach 30 Jahren Astrid noch vorwirft, sie hätte sie damals im Stich gelassen, um alleine in den Westen zu flüchten. Tina ist der Meinung, dass Astrid nur an sich selber denkt und keine Rücksicht auf andere nimmt. Weil Astrid die versprochene Stelle bei der Firma für Orthopädie-Technik nicht bekommt, entschließt sie sich zu kündigen und mithilfe der Abfindung einen Käseladen auf dem Salzmarkt zu eröffnen. Außerdem hat Astrid eine 15-jährige Tochter namens Pia, die im Rollstuhl sitzt. Zunächst wehrt sie sich vehement nach Lüneburg zu ziehen, da sie sich in München in einen Jungen namens Xaver verliebt hat. Als Pia jedoch von einer Freundin erfährt, dass Xaver mit einem anderen Mädchen zusammen ist, gibt sie Lüneburg eine Chance und freundet sich mit Vivien an. 
Alexander Maiwald kehrt nach mehreren Monaten wieder nach Lüneburg zurück, nachdem er auf einem Kreuzfahrtschiff als Koch gearbeitet hat, wo er auch Carla kennen gelernt hat. Alex ist der Vater von Oscar und mit Judith zusammen. Da es zwischen Alex und Judith immer wieder kriselt und er sich zu Astrid hingezogen fühlt, beendet er die Beziehung zu Judith und zieht zu Cem in die WG.  Judith will dies allerdings nicht hinnehmen und versucht Alex zurückzuerobern. Aufgrund Carlas Krebserkrankung, bei der sie vorübergehend ihren Geschmackssinn verloren hat, übernimmt Alex den Chefkochposten im Carlas.
Astrid fühlt sich sehr zu Alex hingezogen und beginnt mit ihm eine Affäre. Da er ihr allerdings verschwiegen hat, dass er mit Judith zusammen ist und einen Sohn hat, beendet Astrid schließlich die Affäre. Dennoch fühlt sie sich weiter zu ihm hingezogen.

#### Episode 3201–3435: Mona Herzberg und Tatjana Petrenko
Mona Herzberg zieht aus Münster zurück nach Lüneburg, um bei ihrem Mann Andreas Schröder zu sein. Sie lernt an ihrem ersten Tag in Lüneburg auf der Straße Tatjana Petrenko kennen, als ein Dieb versucht, ihre Tasche zu stehlen, und Tatjana dem Dieb nachrennt, um ihn zu stellen. Es entwickelt sich eine Frauenfreundschaft. Mona ist in Lüneburg aufgewachsen. Andreas war beruflich immer unterwegs, deshalb hat Mona entschieden, nach Lüneburg umzuziehen. Tatjana eröffnet in Lüneburg einen Möbelladen, wobei Mona sie mit der Einrichtung unterstützt.
Am Ende wird alles gut. Mona heiratet Jens und Tatjana heiratet Paul Tyler Jansen. Es wird eine Doppelhochzeit.
Beide Paare brechen in eine gemeinsame Zukunft nach Bremen auf.

#### Episode 3436–3570: Katrin Zeese und Leo Greco
Nachdem Leo aus dem Koma wieder aufgewacht ist, gestehen sie sich gegenseitig ihre Liebe und brechen wenig später in ein neues Leben nach Elba auf.

#### Episode 3571–3740: Sandra Reichard und Mathias Wilke
Beide haben nach ihrer Hochzeit ein neues Leben in Goslar begonnen.

#### Episode 3741–3890: Anette Roth und Ralf Sobotta
Nach der Verhaftung von Malte Neumann starten sie zusammen einen Neuanfang in Lübeck.

#### Episode 3891–4065: Jördis Kılıc und Klaas Jäger
Nachdem sich herausgestellt hat, dass Klaas nicht der Vater von Valeries Kind ist, gestehen sich Jördis und Klaas ihre Liebe und beginnen gemeinsam ihr neues Leben mit einer mehrmonatigen Reise durch Afrika.

## Besetzung

### Quotenentwicklung
Die erste Episode vom 6. November 2006 sahen insgesamt 1,4 Millionen Zuschauer bei 14,0 Prozent Marktanteil. In der werberelevanten Zielgruppe lag der Marktanteil bei 6,5 Prozent, bei den über 65-Jährigen bei 21,9 Prozent.
| Staffel | Zuschauer | Marktanteil |
| ------- | --------- | ----------- |
| 1       | 1,40 Mio. | 13,3 %      |
| 2       | 1,47 Mio. | 15,4 %      |
| 3       | 1,55 Mio. | 15,7 %      |
| 4       | 1,49 Mio. | 14,7 %      |
| 5       | 1,62 Mio. | 16,0 %      |
| 6       | 1,58 Mio. | 15,0 %      |
| 7       | 1,63 Mio. | 16,2 %      |
| 8       | 1,55 Mio. | 16,1 %      |
| 9       | 1,61 Mio. | 16,6 %      |
| 10      | 1,66 Mio. | 17,2 %      |
| 11      | 1,61 Mio. | 16,9 %      |
| 12      | 1,50 Mio. | 15,0 %      |

### Auszeichnungen
German Soap Award 2011
Nominierungen:
- Beste Darstellerin Telenovela: Brigitte Antonius, Ulrike Kargus
- Bester Darsteller Telenovela: Nicolas König, Sascha Tschorn
- Bestes Liebespaar: Gabriel Merz und Maria Fuchs
- Bösester Fiesling: Guido Broscheit
- Bester Newcomer: Joanna Semmelrogge
- Sexiest Woman: Anne Apitzsch
- Sexiest Man: Dirk Moritz

German Soap Award 2012
Nominierungen:
- Beste Schauspielerin: Saskia Valencia, Simone Ritscher
- Bester Schauspieler: Gerry Hungbauer, Thorsten Nindel
- Bestes Liebespaar: Thorsten Nindel und Saskia Valencia
- Bösester Fiesling: Stefan Feddersen-Clausen
- Sexiest Woman: Jelena Mitschke, Maria Fuchs
- Sexiest Man: Peter Foyse, Tobias Rosen

### Veröffentlichte Bücher über die TV-Serie Rote Rosen
- Rote Rosen „Das Buch“ (ISBN 978-3-923603-10-7)
- Rote Rosen „Das Buch 2“ (ISBN 978-3-923603-17-6)
- Rote Rosen „Das Kochbuch“ (ISBN 978-3-7995-1143-8)
- Rote Rosen „Dekorieren mit Blumen“ (ISBN 978-3-7995-1224-4)
- Der TV-Serie Rote Rosen auf der Spur 1 (ISBN 979-8322167082)
- Der TV-Serie Rote Rosen auf der Spur 2 (ISBN 979-8327055322)
- Der TV-Serie Rote Rosen auf der Spur 3 (ISBN 979-8306300627)
- Zwei sind keine zu viel von Sophie Cramer der Roman zur Staffel 18 (ISBN 978-3-7568-9395-9)